# Cercle olympique beauvaisien
Le Cercle Olympique Beauvaisien est un club de basket-ball français basé à Beauvais, aujourd'hui disparu. Le club a pourtant appartenu à l'élite (Pro B, 2e division du championnat de France).

## Histoire
En 2005, alors que l'équipe est en Pro B, le club est en démêlés de justice pour des salaires non payés et doit trouver de l'argent pour finir la saison. Ce ne sera pas le cas et le club sera mis en liquidation judiciaire[réf. nécessaire].

## Entraîneurs successifs
- ? - 2005 :  Marc Silvert
- ? - ? :  Jerry Line

## Joueurs célèbres ou marquants
- Steeve Bourgeois
- Joachim Ekanga-Ehawa
- Marc-Antoine Brekiesz

## Sources et références
1. ↑  (fr) FCM radio
2. ↑  (fr) Basket info